# Distrikt Kangaatsiaq
Kangaatsiaq ist seit 2009 ein grönländischer Distrikt in Westgrönland. Er ist deckungsgleich mit der von 1950 bis 2008 bestehenden Gemeinde Kangaatsiaq.

## Lage
Der Distrikt Kangaatsiaq liegt zwischen dem Distrikt Aasiaat im Norden und dem Distrikt Sisimiut im Süden.

## Geschichte
Die Gemeinde Kangaatsiaq entstand 1950 durch die Dekolonialisierung des Kolonialdistrikts Egedesminde, dessen Nordteil zur Gemeinde Aasiaat wurde. Bei der Verwaltungsreform 2009 wurde die Gemeinde Kangaatsiaq in die Qaasuitsup Kommunia eingegliedert und zu einem Distrikt. Seit 2018 ist der Distrikt Kangaatsiaq Teil der Kommune Qeqertalik.

## Orte
Neben der Stadt Kangaatsiaq befinden sich folgende Dörfer im Distrikt Kangaatsiaq:
- Attu
- Iginniarfik
- Ikerasaarsuk
- Niaqornaarsuk

Daneben befanden sich die folgenden mittlerweile verlassenen Siedlungen in der damaligen Gemeinde bzw. im heutigen Distrikt:
- Aalatsivik
- Aqisserniaq
- Ikerasak
- Innalik
- Qeqertarsuatsiaq
- Tununngasoq

## Wappen
Das Wappen zeigt ein weißes Alpenschneehuhn auf blauem Grund. Oben rechts befindet sich ein Halbmond. Abgesehen von der großen Bedeutung des Schneehuhns als beliebter Speisevogel für ganz Grönland hat das Wappen wohl keine besondere lokale Symbolik. Das Wappen wurde 1971 angenommen.

## Bevölkerungsentwicklung
Die Einwohnerzahl des Distrikts stieg bis zur Jahrtausendwende stark an und ist seither ebenso stark wieder zurückgegangen.